# Mary Winston Newson
 Mary Frances Winston Newson (* 7. August 1869 in Foreston, Illinois; † 5. Dezember 1959 in Poolesville, Maryland) war eine US-amerikanische Mathematikerin und Hochschullehrerin. Sie war die erste Amerikanerin, die einen Doktortitel in Mathematik von einer europäischen Universität erhielt, nämlich von der Universität Göttingen im Jahre 1897.
Sie erstellte die erste englische Übersetzung des Vortrags von David Hilbert aus dem Jahr 1900, in dem die ersten zehn seiner berühmten Probleme vorgestellt wurden, die im Bulletin der American Mathematical Society veröffentlicht wurden.

## Leben

### Familie und Ausbildung
Winston Newson wurde als viertes von acht Kindern eines Landarztes und einer Lehrerin als Mary Frances Winston geboren. Sie wurde zu Hause von ihrer Mutter unterrichtet, die sich selbst Latein und Griechisch beibrachte, um ihre Kinder auf eine Universitätsausbildung vorzubereiten. Ihre Mutter hatte Geologie studiert und einen Fernkurs beim Field Museum in Chicago absolviert.
1884 nahm Mary Winston Newson ein Studium an der University of Wisconsin–Madison auf und schloss dieses 1889 in Mathematik mit Auszeichnung ab. Sie unterrichtete 1890 bis 1891 am Downer College in Fox Lake, Wisconsin, und studierte dann mit einem Stipendium am Bryn Mawr College in Pennsylvania. Sie setzte 1892 ihr Studium an der neu eröffneten University of Chicago mit einem Stipendium fort.

### Studium in Deutschland
1893 traf sie in Chicago Felix Klein, der sie aufforderte, an seiner Universität Göttingen zu studieren. 1893 segelte sie mittels finanzieller Unterstützung von Christine Ladd-Franklin mit der Biologin Ida Henrietta Hyde, die das ACA European Fellowship erhalten hatte, auf der Westerland nach Deutschland. Sie kam gleichzeitig mit Margaret Maltby und Grace Chisholm Young nach Göttingen. Ihre erste Arbeit zum Thema hypergeometrische Funktionen wurde bereits 1894 veröffentlicht, so dass die Association of Collegiate Alumnae ihr ein Stipendium für das nächste akademische Jahr gewährte. 1896 schloss sie ihr Promotionsstudium bei Klein mit einer Arbeit Über den Hermiteschen Fall der Laméschen Differentialgleichung ab. Sie kehrte mit dem Manuskript der Dissertation in die USA zurück, wo jedoch kein Verlag die mathematischen Symbole ihrer Arbeit drucken konnte. Sie musste die Arbeit zum Druck nach Göttingen zurücksenden, weshalb sie erst 1897 die Promotion magna cum laude erhielt. Damit war sie die erste amerikanische Studentin, die in Göttingen promoviert wurde. Sofja Wassiljewna Kowalewskaja konnte zwar bereits 1874 in absentia (ohne mündliche Prüfungen) in Göttingen promovieren, war jedoch nie als Studentin eingeschrieben.

### Karriere in den USA
1896 wurde sie an die St. Joseph’s High School in St. Joseph, Missouri, berufen. Von 1897 bis 1900 leitete sie die Mathematikabteilung am Kansas State Agricultural College (heute Kansas State University) in Manhattan (Kansas).
1900 heiratete sie in Chicago den Mathematiker Henry Byron Newson (1860–1910), mit dem sie von 1901 bis 1909 drei Kinder bekam. 1910 verstarb ihr Ehemann.
1913 wurde sie Assistenzprofessorin für Mathematik an der Washburn University in Topeka und sie musste vorübergehend getrennt von ihren Kindern leben. Von 1921 bis zu ihrer Pensionierung 1942 war sie Professorin für Mathematik am Eureka College in Illinois.
Sie lebte danach am Lake Dalecarlia (Indiana) und zog 1956 in ein Pflegeheim in Poolesville, Maryland. Sie starb einen Tag nach dem Tod ihres Bruders Ambrose Paré Winston, der Professor für Wirtschaftswissenschaften gewesen war.
1896 trat Mary Winston Newson der American Mathematical Society bei. Sie war Gründungsmitglied der Mathematical Association of America, Präsidentin der Kansas Association of Teachers of Mathematics und Vorsitzende des Runden Tisches für internationale Beziehungen der Eureka-Zweigstelle der Amerikanischen Vereinigung der Universitätsfrauen. 1940 wurde sie auf dem Women’s Centennial Congress als eine von 100 herausragenden Frauen geehrt, die Positionen innehatten, die Frauen 100 Jahre zuvor nicht offen standen.

## Mitgliedschaften
- American Mathematical Society
- Mathematical Association of America
- American Association of University Women
- Phi Beta Kappa

## Veröffentlichungen (Auswahl)
- 1895 Winston, M.: Eine Bemerkung zur Theorie der hypergeometrischen Function. Math. Ann. 46.
- 1920: The bridge between high school and college mathematics. Amer. Math. Monthly 27.
- 1926: What constitutes a good teacher of mathematics? Amer. Math. Monthly 33.
- 1928: The ideals of the teacher of mathematics. Amer. Math. Monthly 35.